# Les Lions du Panshir
Les Lions du Panshir (Lie Down With Lions) est un roman de Ken Follett paru en 1985.
L'action du roman se déroule en Afghanistan dans la vallée du Pandjchir (vallée des Cinq Lions).
Après avoir découvert que son premier amour, Ellis, est un espion américain, Jane épouse Jean-Pierre et ils partent apporter une aide médicale aux résistants afghans. En réalité Jean-Pierre espionne les résistants pour le compte des Russes.